# Somerset, New Jersey
Somerset är en ort i Somerset County i delstaten New Jersey, USA.